# نورمان مينيتا
نورمان يوشيو مينيتا (بالإنجليزية: Norman Mineta) (ولد في 12 نوفمبر 1931) هو سياسي أمريكي. كان مينيتا عضوا في الحزب الديمقراطي وتولى وزارة النقل في عهد الرئيس جورج دبليو بوش، وكان عضو مجلس الوزراء الديمقراطي الوحيد في إدارة بوش. في 23 يونيو 2006، أعلن مينيتا استقالته بعد أكثر من خمس سنوات في منصب وزير النقل، اعتبارا من 7 يوليو 2006، ما جعله أطول من تولى هذا المنصب حتى ذلك الحين. في 10 يوليو 2006، أعلنت شركة هيل أند نولتون، وهي شركة علاقات عامة، أن مينيتا سينضم إليها كشريك. وفي 10 أغسطس 2010، أعلن أن مينيتا سينضم إلى شركة إل أند إل إنيرجي نائبا للرئيس.
كما شغل مينيتا منصب وزير التجارة في إدارة الرئيس بيل كلينتون خلال الأشهر الستة الأخيرة من فترة ولايته (يوليو 2000 إلى يناير 2001). قضى مينيتا ما يقرب من ست سنوات كاملة كعضو في مجلس الوزراء.

## جوائز
- حصل على جوائز منها وسام الحرية الرئاسي.

## روابط خارجية
- نورمان مينيتا على موقع مونزينجر (الألمانية)
- نورمان مينيتا على موقع إن إن دي بي (الإنجليزية)